# Jerzy Gorzelik
Jerzy Zdzisław Gorzelik (ur. 25 października 1971 w Zabrzu) – śląski historyk sztuki, nauczyciel akademicki, profesor Uniwersytetu Śląskiego w Katowicach, górnośląski działacz regionalny i samorządowy.
Od 2003 Przewodniczący Ruchu Autonomii Śląska, w latach 2010–2013 Członek Zarządu Województwa Śląskiego IV kadencji, a w 2010–2018 radny Sejmiku Województwa Śląskiego IV i V kadencji. Deklaruje się jako Ślązak.

## Życiorys i działalność naukowa

### Wykształcenie
Absolwent I Liceum Ogólnokształcącego im. Mikołaja Kopernika w Katowicach. W 1995 ukończył historię sztuki na Wydziale Historycznym Uniwersytetu Jagiellońskiego. 23 czerwca 1999 uzyskał stopień doktora nauk humanistycznych w zakresie nauk o sztuce na Wydziale Nauk Historycznych i Pedagogicznych Uniwersytetu Wrocławskiego, na podstawie rozprawy Etapy przemian sztuki barokowej w opactwie cysterskim w Rudach Wielkich koło Raciborza, której promotorem była prof. dr hab. Ewa Chojecka. W 1995 został pracownikiem naukowym Wydziału Nauk Społecznych Uniwersytetu Śląskiego, obejmując stanowisko asystenta, a od 1999 adiunkta w Zakładzie Historii Sztuki. Po zmianie struktury organizacyjnej Uniwersytetu Śląskiego w Katowicach (2019) pracuje w Instytucie Nauk o Sztuce na Wydziale Humanistycznym UŚ, najpierw na stanowisku adiunkta, a od 2021 na stanowisku profesora uczelni. Jest członkiem Rady Naukowej Instytutu Nauk o Sztuce UŚ. W latach 2006–2013 był równolegle adiunktem w Katedrze Ochrony Dóbr Kultury na Wydziale Nauk Społecznych i Technicznych Śląskiej Wyższej Szkoły Zarządzania im. gen. Jerzego Ziętka w Katowicach, prowadząc zajęcia dla studentów kierunku ochrona dóbr kultury.
W 2014 starał się uzyskać stopień doktora habilitowanego na podstawie rozprawy Rezydencja – klasztor – miasto. Sztuka Górnego Śląska wobec trydenckiej konfesjonalizacji. Rada Wydziału Historycznego Uniwersytetu im. Adama Mickiewicza w Poznaniu, której złożył wniosek, odmówiła mu nadania tego stopnia. W 2021 zawnioskował o przeprowadzenie nowego postępowania habilitacyjnego na Uniwersytecie Wrocławskim. 16 listopada 2022 Rada Dyscypliny Naukowej Nauki o Sztuce Wydziału Nauk Historycznych i Pedagogicznych Uniwersytetu Wrocławskiego nadała Jerzemu Gorzelikowi stopień naukowy doktora habilitowanego w dziedzinie nauk humanistycznych w dyscyplinie nauki o sztuce na podstawie osiągnięcia naukowego Między sensus catholicus a uchrześcijanionym nacjonalizmem. Sztuka Kościoła rzymskokatolickiego na Górnym Śląsku wobec dyskursów narodowych.

### Twórczość naukowa
Jest historykiem sztuki, skupiającym się w badaniach na analizowaniu zjawisk artystycznych w kontekście konfesyjnym i narodowym, ze szczególnym uwzględnieniem sztuki Górnego Śląska w XVI–XX w. Podejmuje problemy wykorzystania medium sztuki i dziedzictwa kulturowego w dyskursywnym kreowaniu wspólnot wyobrażonych oraz relacji między sztuką a pamięcią zbiorową. Napisał około 100 prac naukowych z zakresu historii sztuki, głównie Górnego Śląska i Europy Środkowej, w tym 3 autorskie monografie naukowe oraz wiele rozdziałów w zbiorowych monografiach tematycznych i artykułów w czasopismach naukowych. Jest współautorem m.in. monumentalnej monografii Sztuka Górnego Śląska od średniowiecza do końca XX wieku (2004, 2009). Druga Kierownik Zakładu Historii Sztuki Uniwersytetu Śląskiego w Katowicach, dr hab. Barbara Szczypka-Gwiazda, w 2011 oceniła Jerzego Gorzelika jako „młodego naukowca o dużym potencjale intelektualnym”.

#### Monografie autorskie i współautorskie[12]
- Dziedzictwo górnośląskiego baroku. Opactwo cysterskie w Rudach Wielkich 1648–1810, Warszawa: Wydawnictwo DiG, 2005, ss. 215, ISBN 83-7181-373-2.
- Rezydencja – klasztor – miasto. Sztuka Górnego Śląska wobec trydenckiej konfesjonalizacji, Gliwice: Muzeum w Gliwicach, 2014, ss. 375, ISBN 978-83-89856-68-5 (Seria Monograficzna – Muzeum w Gliwicach, nr 20, ISSN 0860-7818).
- Między „sensus catholicus” a „uchrześcijanionym nacjonalizmem”. Sztuka Kościoła rzymskokatolickiego na Górnym Śląsku wobec dyskursów narodowych, Katowice: Wydawnictwo Uniwersytetu Śląskiego, 2020, ss. 384, ISBN 978-83-226-3898-9 (Prace Naukowe Uniwersytetu Śląskiego w Katowicach, nr 3981, ISSN 0208-6336).
- Sztuka Górnego Śląska od średniowiecza do końca XX wieku (współautorki: Ewa Chojecka, Irma Kozina, Barbara Szczypka-Gwiazda), red. nauk. Ewa Chojecka, Katowice: Muzeum Śląskie 2004, ss. 711, ISBN 83-87455-77-6 (wyd. 2 popr., Katowice: Muzeum Śląskie, 2009, ss. 719, ISBN 978-83-60353-73-8).
- Bene ordinata et eleganter picta. Kościół św. Jerzego w Gliwicach-Ostropie (1667–1719–2019). Monografia wydana z okazji 350. rocznicy budowy kościoła oraz 300. rocznicy jego poświęcenia, (współautorzy: Piotr Górecki, Aleksander Konieczny, Michał Marchacz, Anna Szadkowska, Antonina Żaba), red. nauk. Piotr Górecki, Gliwice, Opole: Redakcja Wydawnictw Wydziału Teologicznego Uniwersytetu Opolskiego, Wydawnictwo i Drukarnia Świętego Krzyża, 2019, ss. 260, 80 tabl., ISBN 978-83-65860-46-0,  ISBN 978-83-7342-691-7.

#### Rozdziały w monografiach zbiorowych, artykuły i inne (wybrane)[12]
- Franz Anton Sebastini – zbiorowy bohater sztuki górnośląskiej, w: Willmann i inni. Malarstwo, rysunek i grafika na Śląsku i w krajach ościennych w XVII i XVIII wieku, red.: Andrzej Kozieł, Beata Lejmanns, Wrocław: „Via Nova”, 2002, s. 262–269, ISBN 83-88649-51-5.
- Oberglogau (Głogówek) – eine oberschlesische Residenzstadt im Zeitalter des Barocks, w: Hansestadt – Residenz – Industriestandort. Beiträge der 7. Tagung des Arbeitskreises deutscher und polnischer Kunsthistoriker in Oldenburg, 27–30. September 2000, Hg. Beate Störtkuhl, München: R. Oldenbourg, 2002, s. 201–212, ISBN 3-486-56686-5 (Schriften des Bundesinstituts für Kultur und Geschichte der Deutschen im Östlichen Europa, Bd. 19).
- Góra Świętej Anny i twórcy sztuki sakralnej w majoracie cerekwicko-żyrowskim, w: Pielgrzymowanie i sztuka. Góra Świętej Anny i inne miejsca pielgrzymkowe na Śląsku, red.: Joanna Lubos-Kozieł, Jerzy Gorzelik, Joanna Filipczyk, Albert Lipnicki, Wrocław: Wydawnictwo Uniwersytetu Wrocławskiego, 2005, s. 75–89, ISBN 83-229-2736-3 (Acta Universitatis Wratislaviensis, nr 2846,  ISSN 0239-6661, Historia Sztuki, 22, ISSN 0860-4746).
- Historia sztuki Górnego Śląska (współautorki: Ewa Chojecka, Irma Kozina, Barbara Szczypka-Gwiazda), w: Historia Górnego Śląska. Polityka, gospodarka i kultura europejskiego regionu, red.: Joachim Bahlcke, Dan Gawrecki, Ryszard Kaczmarek, Gliwice: Dom Współpracy Polsko-Niemieckiej, 2011, s. 341–372, ISBN 978-83-60353-99-8.
- Obraz i słowo. Wyznaniowy dwugłos w sztuce Górnego Śląska drugiej połowy XVII wieku na przykładzie polichromii w Żernicy i epitafium w Hażlachu, „Szkice Archiwalno-Historyczne”, nr 11, 2014, s. 29–43, ISSN 1508–275X.
- Alegorie Polski w gmachach publicznych i kościołach województwa śląskiego na wybranych przykładach (1922–1939), „Artifex Novus. Pismo Instytutu Historii Sztuki Uniwersytetu Kardynała Stefana Wyszyńskiego w Warszawie”, nr 2, 2018, s. 58–71, ISSN 2544-5014.
- Konsekwencje wojny trzydziestoletniej dla protestanckiego dziedzictwa artystycznego na Górnym Śląsku, w: Dziedzictwo górnośląskiej reformacji. Wpływ protestantyzmu na politykę, społeczeństwo i kulturę w wiekach XVI–XX, red.: Joachim Bahlcke, Wacław Gojniczek, Ryszard Kaczmarek, Katowice: Instytut Badań Regionalnych Biblioteki Śląskiej, 2018, s. 571–581, ISBN 978-83-64210-64-8.
- One City, Two Narratives: The nationalist discourse in inter‑war Katowice (1922–1939), w: City Narratives. Built-up areas as space subject to political, architectural & artistic intervention, ed. I. Kozina, Vol. I, Katowice: Folia Academiae, Academy of Fine Arts in Katowice, 2019, s. 93–117, ISBN 978-83-65825-29-2.
- Perły katowickiej Temidy. Sąd Rejonowy Katowice-Zachód w Katowicach Pion Cywilny, Sąd Okręgowy w Katowicach Wydział Karny, Sąd Apelacyjny w Katowicach Sąd Rejonowy Katowice-Zachód w Katowicach Pion Karny, Sąd Okręgowy w Katowicach Wydział Cywilny, Katowice: Fundacja Dom Modernisty, 2019, ss. 27, ISBN 978-83-951689-4-9.
- Ideowe uwarunkowania translokacji górnośląskich kościołów drewnianych w Prusach w początkach XX wieku, „Quart. Kwartalnik Instytutu Historii Sztuki Uniwersytetu Wrocławskiego”, 1 (55), 2020, s. 49–62, ISSN 1896-4133.
- National, Regional, or Just Catholic? – Dilemmas of Church Art in a German-Polish Borderland. Upper Silesia, 1903–1953, „Arts”, 10: 18, 2021, s. 1–19, ISSN 2076-0752.
- Cultural Nationalisms and Heritage Discourses in a Contested Borderland: The Case of the Upper Silesian Wooden Church, w: Heritage and Environment, ed. Agata Wąsowska-Pawlik, Jacek Purchla, Kraków: International Cultural Centre, 2021, s. 305–322, ISBN 978-83-66419-28-5.
- Wiatr z Północy. Dyskursywne konstruowanie Heimat na przykładzie gmachu dawnej Królewskiej Szkoły Rzemiosł Budowlanych w Katowicach i jego wystroju, „Przegląd Kulturoznawczy”, nr 4 (50), 2021, s. 745–761, ISSN 1895-975X.
- Das katholische Narrativ über die Nation und das nationale Narrativ über die Kirche. Zur Wechselwirkung der symbolischen Universen in Polen nach 1989 (współautorka: Wiktoria Tombarkiewicz), w: Narrative des Wandels. Transformationsprozesse nach 1989 in den mittel- und osteuropäischen Literaturen, Hg.: Renata Dampc-Jarosz, Anna Kałuża, Göttingen: V&R Unipress, 2022, s. 103–132, ISBN 978-3-8471-1517-5 (Transitions: transdisciplinary, transmedial and transnational cultural studies / Transdisziplinäre, transmediale und transnationale Studien zur Kultur, Vol. 1, ISSN 2751-8345).

## Działalność popularyzatorska
Jest popularyzatorem kultury, sztuki i historii Górnego Śląska, współpracującym z wieloma instytucjami prowadzącymi działalność kulturalną (m.in. z Muzeum Śląskim w Katowicach, Muzeum w Gliwicach, Muzeum Miejskim w Tychach, Muzeum w Tarnowskich Górach, Domem Współpracy Polsko-Niemieckiej w Gliwicach, czy Stiftung Haus Oberschlesien w Ratingen) oraz mediami („Gazeta Wyborcza”, „Dziennik Zachodni”, Polskie Radio Katowice, Radio Piekary). Publikuje w periodykach kulturalnych i popularyzujących naukę, m.in. „Śląsk”, „Opcje”, „Fabryka Silesia”. W latach 2007–2011 był opiekunem naukowym Górnośląskich Dni Dziedzictwa, organizowanych przez regionalne stowarzyszenie Młodzież Górnośląska w ramach Europejskich Dni Dziedzictwa. Bierze czynny udział w regionalnych wydarzeniach kulturalnych (np. Święto Górnośląsko-Zagłębiowskiej Metropolii, Europejskie Dni Dziedzictwa), m.in. wygłaszając wykłady, czy oprowadzając po zabytkach.

## Działalność regionalna i polityczna
Będąc licealistą działał w Młodzieżowym Ruchu Oporu Solidarności Walczącej, z którego został zapamiętany przez Kornela Morawieckiego. W 1994 reaktywował Śląski Związek Akademicki – stowarzyszenie studentów pochodzących ze Śląska. Od 1996 działał krótko w Lidze Republikańskiej, występując z niej z powodu mariażu Ligi z Akcją Wyborczą Solidarność. W latach 1997–2004 był przewodniczącym Związku Ludności Narodowości Śląskiej (ZLNŚ), który ostatecznie nie został zarejestrowany, a sprawa oparła się o Europejski Trybunał Praw Człowieka w Strasburgu. W związku z ostateczną odmową rejestracji ZLNŚ w 2001 zadeklarował publicznie: „Jestem Ślązakiem, nie Polakiem. Moja ojczyzna to Górny Śląsk. Nic Polsce nie przyrzekałem, więc jej nie zdradziłem. Państwo, zwane Rzecząpospolitą Polską, którego jestem obywatelem, odmówiło mi i moim kolegom prawa do samookreślenia. I dlatego nie czuję się zobowiązany do lojalności wobec tego państwa”. Działał na rzecz uznania narodowości śląskiej i języka śląskiego, promował ich deklarowanie w trakcie spisów powszechnych w 2002 i 2011.

### W Ruchu Autonomii Śląska
Najbardziej zaangażował się jednak od lat 90. w działalność Ruchu Autonomii Śląska (RAŚ), postulującego odtworzenie we współczesnej formie prawnej autonomii województwa śląskiego z lat 1922–1939 (de iure 1920–1945). Pełnił w nim najpierw funkcję rzecznika prasowego, kierował też katowickim kołem Ruchu. W 2003 został Przewodniczącym RAŚ. W okresie jego kierownictwa organizacja zrezygnowała z radykalnych haseł, koncentrując się na upowszechnianiu śląskiej kultury i tożsamości i otwierając się na wszystkich mieszkańców regionu, a nie wyłącznie autochtonów. Zabiegając o rzeczywiste zwiększenie politycznej i ekonomicznej samorządności Górnego Śląska podkreślał w 2010, że „Ruch Autonomii  Śląska może uchodzić za wzór legalizmu” zapewniając, że „autonomia regionalna, czyli tak daleko idąca samorządność, nie stoi w sprzeczności z zasadą unitarności państwa”.

### W Sejmiku i Zarządzie Województwa Śląskiego
Przed wyborami do Sejmiku Województwa Śląskiego w 2006 kierowany przez niego RAŚ zblokował listy wyborcze z Platformą Obywatelską i PSL, nie przekraczając jednak pięcioprocentowego progu wyborczego. W wyborach w 2010 RAŚ miał własną listę, uzyskując 8,49% głosów w skali województwa. Startujący z tej listy w okręgu nr 2 Jerzy Gorzelik 14.345 głosów, uzyskując jeden z trzech mandatów w Sejmiku, które przypadły kandydatom jego organizacji. 10 grudnia 2010 radni Sejmiku w drugim głosowaniu powołali go na Członka Zarządu Województwa Śląskiego IV kadencji, kierowanego przez Adama Matusiewicza. 21 stycznia 2013 utrzymał to stanowisko w nowym Zarządzie IV kadencji z Mirosławem Sekułą na czele. Zrezygnował z niego 20 maja 2013. W wyborach w 2014 po raz drugi został wybrany do Sejmiku. W 2017 współtworzył wraz z innymi działaczami RAŚ Śląską Partię Regionalną (zarejestrowaną w 2018). W wyborach w 2018 z jej listy ubiegał się o reelekcję do Sejmiku, jednak partia nie zdobyła mandatów. W 2022 zrezygnował z członkostwa w tym ugrupowaniu.

### W innych gremiach
Był członkiem Rady Muzeum Górnośląski Park Etnograficzny w Chorzowie i członkiem Rady Programowej Regionalnego Ośrodka Kultury w Katowicach.

## Uhonorowania
Na początku tzw. „(górno)śląskiej wiosny”, w 2009 został wybrany Ślązakiem Dwudziestolecia w plebiscycie „Dziennika Zachodniego”, wyprzedzając Barbarę Blidę, Jerzego Buzka i Zbigniewa Religę.

## Odznaczenia
- Krzyż Wolności i Solidarności – 2025[30]

## Życie prywatne
Ojciec Jerzego Gorzelika, Andrzej Gorzelik, miał śląskie korzenie: jeden z jego dziadków był powstańcem śląskim, drugi natomiast komisarzem plebiscytowym. Obaj w czasie plebiscytu opowiadali się za przyłączeniem tych ziem do państwa polskiego, za to bracia komisarza w plebiscycie opowiedzieli się za Niemcami. Dziadek (ze strony ojca) był oficerem w Wojsku Polskim, skąd trafił do niemieckiej niewoli, następnie członkiem Związku Walki Zbrojnej, więźniem Auschwitz i Dachau, a po II wojnie światowej został osadzony w zakładzie karnym na dwa lata za szkalowanie władz PRL. Dziadek Jerzego Gorzelika od strony matki, Zdzisław Hierowski, pochodził z okolic Przemyśla i był polskim pisarzem, krytykiem literackim i polonizatorem, zwalczającym międzywojennych autonomistów.
Jest powtórnie żonaty z Wiktorią Tombarkiewicz-Gorzelik (ur. 1992), historyczką sztuki pochodzącą z Łaz. Z pierwszą żoną Aleksandrą Gorzelik (ur. 1971), również historyczką sztuki (pochodzącą z Łodzi), ma trzy dorosłe córki. Mieszka w Katowicach. Jego hobby to: historia Górnego Śląska, turystyka górska i kajakowa oraz piłka nożna.